# Ахтар Гуссейн (хокеїст на траві)
Ахтар Гуссейн (23 серпня 1926 — 9 листопада 1987) — індійський хокеїст на траві.
Олімпійський чемпіон 1948 року, срібний призер 1956 року.